# Ryū Saitō
Ryū Saitō (japanisch 齋藤 竜 Saitō Ryū; * 18. September 1979 in Hokkaido) ist ein ehemaliger japanischer Fußballspieler.

## Karriere
Saitō erlernte das Fußballspielen in der Schulmannschaft der Muroran Otani High School und der Universitätsmannschaft der Kokushikan-Universität. Seinen ersten Vertrag unterschrieb er 2002 bei den Cerezo Osaka. Der Verein spielte in der zweithöchsten Liga des Landes, der J2 League. 2002 wurde er mit dem Verein Vizemeister der J2 League und stieg in die J1 League auf. Für den Verein absolvierte er 18 Erstligaspiele. 2005 wechselte er zum Zweitligisten Thespa Kusatsu. Für den Verein absolvierte er 68 Ligaspiele. 2007 wechselte er zum Drittligisten FC Gifu. Ende 2007 beendete er seine Karriere als Fußballspieler.

## Erfolge
Cerezo Osaka
- Kaiserpokal

Finalist: 2003